# 알프레드 윈슬로우 존스
알프레드 윈슬로우 존스(Alfred Winslow Jones, 1900년 9월 9일 ~ 1989년 6월 2일)은 오스트레일리아의 투자자, 헤지 펀드 매니저이며 사회학자이다. 처음으로 현대적인 헤지 펀드를 만든 것으로 알려져 있으며 헤지 펀드 산업의 아버지로 여겨진다. 마르크스주의자로 스페인 내전 당시 공화파를 지원하기도 했다.

## 생애
존스는 오스트레일리아 멜버른에서 아서 윈슬로우 존스와 엘리자베스 헌팅턴 부부 사이에서 태어났다. 존스는 4살 때 가족과 함께 미국으로 이주했다.